# Deraeocorinae
Deraeocorinae – podrodzina pluskwiaków różnoskrzydłych z rodziny tasznikowatych (Miridae). Należące tu tasznikowate wyróżniają się m.in. występowaniem dużego zęba u nasady pazurków na stopie, który jest pozostałością po stadium larwalnym. Dzieli się je na 6 plemion, z których w Europie występują 3. W Polsce wykazano do tej pory 10 gatunków. Występowanie 6 kolejnych jest możliwe.

## Fauna krajowa[2]
Plemię: Clivinematini
- Rodzaj: Bothynotus Fieber, 1864
  - Bothynotus pilosus (Boheman, 1852)

Plemię: Hyaliodini
- Rodzaj: Stethoconus Flor, 1861
  - Stethoconus cryptopeltis (Flor, 1860) – występowanie niepotwierdzone, ale możliwe

Plemię: Deraeocorini
- Rodzaj: Alloeotomus Fieber, 1858
  - Alloeotomus germanicus Wagner, 1939
  - Alloeotomus gothicus (Fallen, 1807)
- Rodzaj: Deraeocoris Kirschbaum, 1856 – błyszczyk[3]
  - Deraeocoris annulipoes  (Herrich-Schaffer, 1838)
  - Deraeocoris flavilinea (Costa, 1862) – występowanie niepotwierdzone, ale możliwe
  - Deraeocoris lutescens (Schilling, 1837)
  - Deraeocoris olivaceus (Fabricius, 1777)
  - Deraeocoris punctatulatus (Fallen, 1807)
  - Deraeocoris ruber (Linneusz, 1758) – błyszczek elegancik[3]
  - Deraeocoris rutilus (Herrich-Schaffer, 1838) – występowanie niepotwierdzone, ale możliwe
  - Deraeocoris schach (Fabricius, 1781) – występowanie niepotwierdzone, ale możliwe
  - Deraeocoris scutellaris (Fabricius, 1794)
  - Deraeocoris serenus (Douglas & Scott, 1865) – występowanie niepotwierdzone, ale możliwe
  - Deraeocoris trifasciatus (Linneusz, 1767)
  - Deraeocoris ventrallis Reuter, 1904 – występowanie niepotwierdzone, ale możliwe